# Timmy Yip
Timmy Yip (chinesisch 葉錦添 / 叶锦添, Pinyin Yè Jǐntiān, Jyutping Jip6 Gam12tim1; * 22. Dezember 1967 in Hongkong) ist ein chinesischer Artdirector, Kostüm- und Szenenbildner aus Hongkong, der neben einem Oscar für das beste Szenenbild zahlreiche andere Filmpreise gewann.

## Leben
Yip begann seine Tätigkeit als Artdirector, Kostüm- und Szenenbildner in der Filmwirtschaft 1989 bei dem Film Eine Tasse Tee für die Liebe (Eat a Bowl of Tea, 吃一碗茶) und arbeitete bis heute an der Ausstattung von rund 30 Filmen mit.
1993 gewann er für die beste Artdirection zusammen mit Zhanjia Yang und Wai-Ming Lee beim Golden Horse Film Festival den Golden Horse Award, einen der wichtigsten chinesischen Filmpreise, und zwar für Verführung hinter Klostermauern (1993) von Clara Law mit Joan Chen, Hsing-kuo Wu und Fengyi Zhang. Zugleich war er mit diesen 1994 bei den Hong Kong Film Awards für den Preis für die beste Artdirection nominiert.
Sein bislang erfolgreichster Film war bisher Tiger and Dragon (2000) von Ang Lee mit Chow Yun-Fat, Michelle Yeoh und Zhang Ziyi: Hierfür gewann er bei der Oscarverleihung 2001 nicht nur den Oscar für das beste Szenenbild, sondern war darüber hinaus auch für den Oscar für das beste Kostümdesign nominiert.  Zugleich gewann er für das beste Kostümdesign den British Academy Film Award (BAFTA Film Award) und den LAFCA Award der Los Angeles Film Critics Association für das beste Szenenbild. Des Weiteren erhielt er Nominierungen für die beste Kostüme beim Saturn Award, für den Excellence in Production Design Award der Art Directors Guild, für den BAFTA Film Award für das beste Szenenbild, für den Horse Award für die beste Artdirection, für den Hong Kong Film Award für das beste Szenenbild und für die besten Kostümdesigns sowie für den Golden Satellite Award für das beste Szenenbild und für das beste Kostümdesign.
Bei den Hong Kong Film Awards 2003 erhielt er auch eine Nominierung für die beste Artdirection in Double Vision – Fünf Höllen bis zur Unsterblichkeit (2002) von Chen Kuo-fu mit Leon Dai, David Morse und Yang Kuei-Mei in den Hauptrollen. 2006 wurde er für den von Chen Kaige mit Jang Dong-gun, Hiroyuki Sanada und Cecilia Cheung inszenierten Film Wu Ji – Die Reiter der Winde (2005) für den Hong Kong Film Award für die beste Artdirection sowie das beste Kostüm- und Makeupdesign nominiert.
Ein weiterer für ihn erfolgreicher Film war The Banquet (2006) von Feng Xiaogang mit Zhang Ziyi, Daniel Wu und Zhou Xun: Hierfür gewann er 2007 den Asian Film Award, den Golden Horse Award für das beste Szenenbild und für das beste Makeup- und Kostümdesign. Außerdem war er hierfür 2007 für den Hong Film Award für die beste Artdirection sowie das beste Kostüm- und Makeupdesign nominiert.
2009 wurde er mit für den Saturn Award für das beste Kostüm sowie mit Eddy Wong für den Satellite Award für das beste Szenenbild nominiert für Red Cliff (2008) von John Woo mit Tony Leung, Takeshi Kaneshiro und Fengyi Zhan. Darüber hinaus gewann er für diesen Film den Hong Kong Film Award für die beste Artdirection sowie das beste Kostüm- und Makeupdesign.
Für Red Cliff II (2009), der von John Woo ebenfalls mit Tony Leung, Takeshi Kaneshiro und Fengyi Zhan gedreht wurde, wurde er zuletzt erneut für den Hong Kong Film Award für die beste Artdirection sowie das beste Kostüm- und Makeupdesign nominiert.

## Filmografie
- 1989: Eine Tasse Tee für die Liebe (Eat a Bowl of Tea)
- 2000: Tiger and Dragon
- 2002: Double Vision – Fünf Höllen bis zur Unsterblichkeit
- 2008: Red Cliff (Chibi)
- 2009: Red Cliff II (Chibi – Juezhan tianxia)

## Auszeichnungen
- 1993: Golden Horse Award für das beste Szenenbild
- 2001: Oscar für das beste Szenenbild
- 2000: LAFCA Award für das beste Szenenbild
- 2001: BAFTA Film Award für die Besten Kostüme
- 2006: Golden Horse Award für das beste Szenenbild
- 2006: Golden Horse Award für das beste Kostüm- und Makeupdesign
- 2007: Asian Film Award für das beste Szenenbild
- 2009: Hong Film Award für das beste Szenenbild
- 2009: Hong Kong Film Award für das beste Kostüm- und Makeupdesign